# Tetrastigma harmandii
Tetrastigma harmandii är en vinväxtart som beskrevs av Jules Émile Planchon. Tetrastigma harmandii ingår i släktet Tetrastigma och familjen vinväxter. Inga underarter finns listade i Catalogue of Life.